# Змулиська
Змулиська (пол. Zmuliska) — неофіційна частина села Белжець у Польщі, розташоване в Люблінському воєводстві Томашовського повіту, ґміни Белжець.